# Bibi Blocksberg
Bibi Blocksberg este un serial de animație pentru copii produs în Germania, începând cu anul 1999.
A fost premiat la Festivalul de Film de la Chicago din 2005. În România, serialul a fost difuzat pe canalul Minimax.
Povestea animației se concentrează pe viața lui Bibi Blocksberg, o vrăjitoare de 13 ani. Aceasta zboară mereu pe mătura ei magică, Stufoasa. Bibi este îmbrăcată într-o rochiță de culoare verde. Părul îi este mereu prins cu o fundă de culoare roșie. Mama ei, Barbara Blocksberg, este, de asemenea, vrăjitoare.
Numele de familie al lui Bibi provine de la vârful Blocksberg, munte din lanțul Harz (Mittelgebirge), regiune asociată cu vrăjitoarele (Noaptea Valpurgiei) datorită tragediei Faust.

## Personaje
- Brigitte Bibi Blocksberg, elevă și vrăjitoare de 13 ani; Bibi are un simț înnăscut al dreptății, calitate pe care o folosește des în aventurile sale. Vrăjitoriile sale încep și termină întotdeauna cu frazele „Ini Mini” și, respectiv, „Hocus Pocus”.
- Bernhard și Barbara Blocksberg, părinții lui Bibi; Tatăl lui Bibi nu posedă puteri magice.
- Florian și Marita, colegii de clasă și cei mai buni prieteni ai lui Bibi
- Schubia și Frumușica, vrăjitoare de vârsta lui Bibi
- Mătușa Mania, profesoara de vrăjitorie a lui Bibi; Deține un corb pe nume Abraxas.
- Karla Kolumna, jurnalistă și motociclistă, mereu în căutare de știri senzaționale[1]
- Primarul, politician megaloman și victima farselor lui Bibi[2]

## Episoade
- Sezonul 1 (1995-2002)
  - 1. Der Wetterfrosch
  - 2. Bibi als Prinzessin
  - 3. Bibi als Babysitter
  - 4. 3x schwarzer Kater
  - 5. Der Superhexspruch
  - 6. Bibi im Dschungel
  - 7. Bibi und das Dino-Ei
  - 8. Bibi und die Vampire
  - 9. Wo ist Kartoffelbrei?
  - 10. Das Wettfliegen
  - 11. Die Mathekrankheit
  - 12. Die neue Schule
  - 13. Bibi im Orient
- Sezonul 2 (2003)
  - 14. Bibi und die Weihnachtsmänner
  - 15. Bibi verliebt sich
  - 16. Geht's auch ohne Hexerei?
- Sezonul 3 (2004-2009)
  - 17. Der weiße Kakadu
  - 18. Superpudel Puck
  - 19. Das verhexte Dromedar
  - 20. Abenteuer bei den Dinos
  - 21. Der Hexenbann
  - 22. Die Computerhexe
  - 23. Der Hexengeburtstag
  - 24. Die Schlossgespenster
  - 25. Hexerei im Zirkus
  - 26. Mamis Geburtstag
- Sezonul 4
  - 27. Mami in Not
  - 28. Eine wilde Kanufahrt
  - 29. Der versunkene Schatz
  - 30. Oma Grete sorgt für Wirbel
  - 31. Hexspruch mit Folgen
  - 32. Die vertauschte Hexenkugel
  - 33. Das Hexenhoroskop
  - 34. Das siebte Hexbuch
  - 35. Der Turbobesen
  - 36. Das chinesische Hexenkraut
  - 37. Die Klassenreise
  - 38. Der magische Sternenstaub
  - 39. Der Kobold aus dem Briefkasten
- Sezonul 5
  - 40. Hexerei im Spukhaus
  - 41. Die verhexten Marionetten
  - 42. Der magische Koffer
  - 43. Die verhexte Sternenreise
  - 44. Der zerbrochene Besen
  - 45. Manias magische Mixtur
  - 46. Reise in die Vergangenheit
  - 47. Das magische Pendel
  - 48. Papi als Clown
  - 49. Die fremde Hexe
  - 50. Das Hexenhotel
  - 51. Das große Besenrennen
  - 52. Kreuzfahrt mit Oma Grete
- Sezonul 6
  - 53. Ein Schultag voller Sensationen
  - 54. Der neue Nachbar
  - 55. Klitzeklein gehext
  - 56. Weihnachten bei Familie Blocksberg
  - 57. Überraschung für Mania
  - 58. Die Jagd nach dem Goldhexstein
  - 59. Das Diamantendiadem
  - 60. Ausflug mit Hindernissen